# Calebe (Bíblia)

Túmulo de Calebe em Israel

Calebe ou Caleb, filho de Jefoné, foi um dos doze espias enviados à terra de Canaã. Dos doze, apenas ele e Josué voltaram com boas notícias acerca do país que iam habitar; esse seu otimismo desagradou tanto ao povo israelita que por pouco Calebe não foi apedrejado, porque a glória do Senhor apareceu na tenda da congregação. (Números 14:9–10)
Segundo o relato bíblico Deus castigou a rebeldia do povo e determinou que, dos israelitas de vinte anos para cima, somente Calebe e Josué teriam permissão de entrar na terra prometida. Além disso, de acordo com a tradição da Bíblia, Calebe recebeu de Moisés um pedaço de terra no novo território do povo de Israel, por ter acreditado na promessa de Deus a seu povo. Calebe cobrou esta promessa de Josué após as Guerras, e recebeu o Monte Hebrom como herança para suas filhas. Sua filha Acsa se casou com Otniel que se tornou líder de Israel após Josué.
Foi um dos homens de grande fé do Antigo Testamento (Torá), pois acreditou na promessa de Deus para sua vida. Aos 85 anos se dispôs a ir para a guerra, dizendo que tinha a mesma força de um homem de 40 anos.
Calebe era filho de Jefoné, que não era israelita, e sim do povo Quenezeu (Números 32:12; Gênesis 15:19). Porém, por ter mãe hebreia da tribo de Judá, era  autêntico israelita que foi escolhido para representar sua tribo na espionagem da terra prometida herdando a promessa da conquista da terra que espionou.
Nome do filho de Joabe e Isabel.